# Коцюба Олександр Павлович
Олександр Павлович Коцюба (нар. 7 листопада 1939, Іванківці) — український правознавець, політичний діяч. Кандидат юридичних наук (1984), член-кореспондент Національної академії правових наук України. Народний депутат України 1-го скликання (1990—1994). Заслужений юрист України (2009).

## Життєпис
Народився 7 листопада 1939 року у селі Іванківці на Вінниччині в сім'ї селянина; одружений, виховав двох дочок і сина.
Освіта: Київський державний університет імені Тараса Шевченка, юридичний факультет (1964); Кандидатська дисертація «Правове регулювання особистого землеволодіння громадян» (Інститут держави і права АН СРСР, 1984).

## Трудова та наукова діяльність
- З 1952 — колгоспник, с. Іванківці.
- З 1957 — служба на Північному флоті.
- З 1958 — колгоспник, с. Іванківці.
- З 1959 — столяр, Гніванське кар'єроупр., Вінн. обл.
- З 1960 — учит., Гніванська СШ.
- З 1962 — юрисконсульт, Трест «Добропіллявугілля».
- З 1964 — юрисконсульт, «Подільськремтрест», м. Вінниця.
- 1965—1968 — помічник прокурора, слідчий прокуратури, Вінн. обл.
- 1968—1973 — завідувач юрид. консультації Немирівського р-ну Вінн. обл.
- 1973—1975 — аспірант, Київ. ун-т ім. Т.Шевченка.
- 1975—1985 — старший юрисконсульт, радгосп «Жукинський» Вишгородського р-ну Київ. обл.
- 1985—1990 — доцент, Респ. вища школа упр. АПК Держагропрому України.
- 2000—2002 — заступник директора, Інститут приватного права і підприємництва АПрНУ.
- З 2000 — зав. катедри цивільно-правових дисциплін, 2000—2003 — декан юрид. ф-ту, з 2003 — зав. катедри економіко-правових дисциплін і земельного права, Академія муніципального управління.

Очолював Спілку юристів-аграрників України.

## Політична діяльність
Народний депутат України 1-го скликання з березня 1990 року (2-й тур) по квітень 1994 року. Голова Комісії з питань законодавства і законності з червня 1990 року. Секретар ЦК КПУ (1993—1995).
З 1995 по 1998 роки — радник 1-го заступника Голови ВР України. З 1998 по 2000 роки — радник Голови ВР України.
У квітні 2002 року — кандидат в народні депутати України від блоку «Єдність», № 54 в списку.

## Науковий доробок
Автор (співав.) понад 100 наук. праць, зокрема книг: «Особисте землекористування громадян» (1984), «Юридический справочник по землепользованию граждан, коллективному садоводству и огородничеству» (1988, під ред., співав.), «Систематизація законодавства в Україні: проблеми теорії і практики.» (2000, співав.), «Організація та діяльність промислово-фінансових груп в Україні» (2000, співав.).

## Нагороди
- Орден «За заслуги» III ст. (06.1997)[2].
- «Знак Пошани». 1 медаль.
- Заслужений юрист України (10.2009)[3].